# Привольное (Запорожский район)
Привольное (укр. Привільне, до 2016 г. — Радянское) — село,
Лукашёвский сельский совет,
Запорожский район,
Запорожская область,
Украина. С 2017 — входит в состав Широковской объединенной территориальной общины
Код КОАТУУ — 2322184605. Население по переписи 2001 года составляло 105 человек.

## Географическое положение
Село Привольное находится в 2,5 км от правого берега реки Днепр,
на расстоянии в 1 км от села Гурского и в 2-х км от села Приднепровское и посёлка Отрадное.

## История
- 1943 год — дата основания.
- 2016 — Верховная Рада переименовала село Радянское в село Привольное[2].

## Экономика
- Большая птице-товарная ферма.